# HD 201051
HD 201051，又名BD+26 4073，SAO 89459、HR 8082，是一颗恒星，视星等为6.12，位于銀經73.23，銀緯-13.55，其B1900.0坐标为赤經21h 2m 2.4s，赤緯+26° -13.55′ 26″。